# Dicranopselaphus venosus
Dicranopselaphus venosus är en skalbaggsart som beskrevs av Champion 1897. Dicranopselaphus venosus ingår i släktet Dicranopselaphus och familjen Psephenidae. Inga underarter finns listade i Catalogue of Life.